# Dawid Tomala
Dawid Tomala (Tychy, 27 de agosto de 1989) é um atleta polonês, campeão olímpico.
Tomala começou a marcha atlética em 2003 no clube UKS Maraton Korzeniowski em Bierun, Polônia. Ele é treinado por seu pai, Grzegorz Tomala. Nos Jogos Olímpicos de Verão de 2020, conquistou a medalha de ouro na prova de 50 km marcha atlética com o tempo de 3:50:08.